# Vincas Mykolaitis-Putinas
Vincas Mykolaitis-Putinas (ur. 6 stycznia 1893 w Pilotiszkach, zm. 7 czerwca 1967 w Kaczerginiach) – litewski poeta i prozaik, najbardziej znany z wierszy symbolicznych i powieści W cieniu ołtarzy.

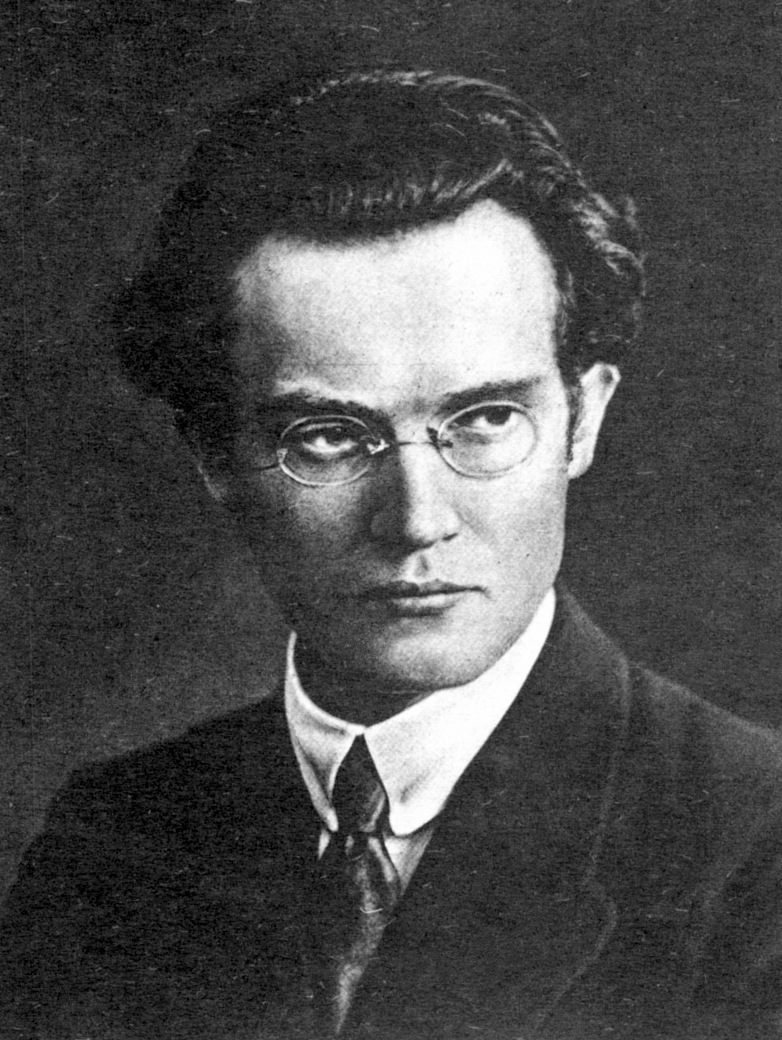
Vincas Mykolaitis-Putinas

## Życiorys
Vincas Mykolaitis przyszedł na świat jako najstarszy syn w wielodzietnej, zamożnej rodzinie chłopskiej. Kształcił się w mariampolskim gimnazjum, gdzie ukończył cztery klasy. W 1909 wstąpił do seminarium duchownego w Sejnach. W 1911 pod pseudonimem Putinas (lit. „kalina”) opublikował swój pierwszy wiersz.
Choć w końcowym okresie studiów seminaryjnych targały nim wątpliwości co do własnego powołania, ostatecznie w 1915 przyjął święcenia kapłańskie. Nie podjął jednak pracy duszpasterskiej, lecz w latach 1915–1917 kontynuował naukę w Cesarskiej Rzymskokatolickiej Akademii Duchownej w Petersburgu. W 1917 wydał swój pierwszy zbiór poezji, pt. Raudoni žiedai („Czerwone pierścienie”). Rok później, otrzymawszy stypendium na studia w Europie Zachodniej, wyjechał do Szwajcarii. W latach 1918–1923 najpierw na Uniwersytecie we Fryburgu, a następnie Uniwersytecie Ludwika i Maksymiliana w Monachium, studiował filozofię oraz historię filozofii i sztuki.
Od 1923 do 1928 pracował jako wykładowca na Uniwersytecie Litewskim w Kownie, gdzie wykładał współczesną literaturę litewską, wprowadzenie do literatury powszechnej, rozwój liryki litewskiej, a także estetykę. W 1928 otrzymał tytuł profesorski. W latach 1933–1937 był przewodniczącym Stowarzyszenia Pisarzy Litewskich.
W 1927 ukazał się zbiór jego wierszy symbolicznych Tarp dviejų aušrų („Między dwoma świtami”). W 1933 ukończył powieść Altorių šešėly („W cieniu ołtarzy”). Dwa lata później oficjalnie wystąpił ze stanu kapłańskiego i ożenił się. Kolejny istotny zbiór jego poezji – Keliai ir kryžkeliai („Drogi i rozdroża”) – wydano w 1936.
Po włączeniu Litwy do Związku Radzieckiego w latach 1940–1954 był profesorem Uniwersytetu Wileńskiego. Z okazji Nowego Roku 1941 pisał: Życzę, aby w 1941 roku życie kulturalne Litwy ożywił duch mądrej stalinowskiej konstytucji oraz by jej przepisy uporządkowały wszystkie sprawy naszej republiki[. Gdy Armia Czerwona ponownie zajęła Litwę, nie uciekł na Zachód. W latach 1945–1946 był dyrektorem Instytutu Literatury Litewskiej, a od 1941 członkiem Akademii Nauk LSRR.
W tym czasie napisał pierwszą część nieukończonej nigdy powieści Sukilėliai („Powstańcy”), a także wrócił do tworzenia poezji. Tłumaczył dzieła zagranicznych pisarzy i poetów. Zmarł w 1967 roku w podkowieńskich Kaczerginiach; pochowano go na wileńskim cmentarzu Na Rossie.